# František Řitička
František Řitička (24 settembre 1910 – 4 novembre 1992) è stato un calciatore cecoslovacco, di ruolo portiere.

## Carriera

### Nazionale
Esordisce in Nazionale il 13 dicembre 1936, giocando contro l'Italia e subendo entrambe le reti del 2-0 finale.